# Oda de Sajonia
Oda de Sajonia (877 - después de 952) fue una princesa sajona. Era hija de Otón I, duque de Sajonia (880-912) y Hedwiga de Babenberg. Se casó con el rey Zuentiboldo de Lotaringia y cuando él murió en agosto de 900 (cuando Oda tenía menos de 15 años), contrajo segundas nupcias con el conde Gerardo I de Metz. De esta unión nacieron:
- Vifredo, abad de santa Úrsula en Colonia y después arzobispo de Colonia desde 924 hasta 953.
- Oda (Uda) de Metz (fallecida después del 18 de mayo de 963), quien se casó con el conde Gozlín de Bidgau y Methingau (m. 942).
- Una hija de nombre desconocido.
- El conde palatino Godofredo, conde del Jülichgau.